# How’s It Goin’ Down
How’s It Goin’ Down to drugi singel amerykańskiego rapera DMX-a, promujący album "It’s Dark and Hell Is Hot". Wydany 27 października 1998 roku. Składa się dwóch płyt. "How’s It Goin’ Down" i "Ruff Ryders' Anthem", nie ukazują tak dużej ilości przemocy, co większość utworów z "It’s Dark and Hell Is Hot".

## Zawartość

### How’s It Goin’ Down
"How’s It Goin’ Down" znajduje się na pierwszej płycie. Podkład został wyprodukowany przez PK dla Ruff Ryders Entertainment. Nagrane w Power House Studios. Zmiksowane w Sony Studios przez Richa Kellera. W tle można usłyszeć też Lovey Ford i Schamikę Grant. Na keyboardzie zagrał Cliff Branch.
Tekst piosenki
Jedną z wersji "How’s It Goin’ Down" jest "TV Track". Występuje na nim gościnnie Faith Evans. Do tej piosenki powstał również klip. Opowiada on o życiu DMX-a i jego dziewczyny oraz ich problemach. Na klipie można zobaczyć między innymi Eve.

### Ruff Ryders' Anthem
"Ruff Ryders' Anthem" znajduje się na drugiej płycie. Jest to kolejny wielki przebój DMX-a. Podkład został skomponowany przez Swizz Beatza dla Ruff Ryders Entertainment. Nagrany w New Horizon Studios i Capital Heights przez Justice Johnsona. Zmiksowany przez Richa Kellera w Battery Studios.
Tekst piosenki
Do "Ruff Ryders' Anthem" powstał klip przedstawiający wszystko, co typowe dla Ruff Ryders – jazdę na motorach, głównie quadach, ćwiczenia na siłowni i psy. Na teledysku gościnnie wystąpił zespół Onyx, a także wielu członków grupy Ruff Ryders, między innymi The Lox i Eve. DJ Clue nagrał remiks "Ruff Ryders' Anthem", który umieścił na swym albumie "The Professional". Dodatkowo wystąpili na nim Drag-On, Jadakiss, Styles P i Eve.
Tekst remiksu

## Lista utworów

### CD 1
1. "How’s It Goin’ Down" (Radio Edit)
2. "How’s It Goin’ Down" (LP Version)
3. "How’s It Goin’ Down" (TV Track) (featuring Faith Evans)

### CD 2
1. "Ruff Ryders' Anthem" (Radio Edit)
2. "Ruff Ryders' Anthem" (LP Version)
3. "Ruff Ryders' Anthem" (TV Track)

## Pozycje na listach
| Singel              | Singel              | Singel              | Singel              |
| How’s It Goin’ Down | How’s It Goin’ Down | Ruff Ryders' Anthem | Ruff Ryders' Anthem |
| Lista               | Pozycja             | Lista               | Pozycja             |
| ------------------- | ------------------- | ------------------- | ------------------- |
| U.S.                | # 70                | U.S.                | # 93                |
| US R&B              | # 19                | US R&B              | # 33                |
| US Rap              | -                   | US Rap              | # 18                |